# Лі Воннелл
Лі Воннелл (англ. Leigh Whannell) — австралійський сценарист, режисер і актор. Найбільш відомий в якості сценариста серії фільмів «Астрал» та перших 3-х частин «Пили», а також як режисер фільмів «Апгрейд» (2018), «Людина-невидимка» (2020) та «Людина-вовк» (2025).

## Біографія

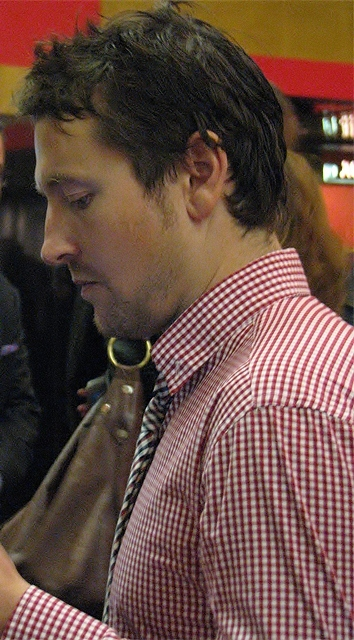
Лі Воннелл на прем'єрі фільму Пила 3D, 2010

Народився 17 січня 1977 року. Працював репортером і кінокритиком для кількох австралійських телевізійних шоу, в тому числі для суботньої ранкової молодіжної програми «Recovery» на ABC.
У кіношколі познайомився з Джеймсом Ваном. Заліковою роботою в 2000 році вони написали сценарій, який пізніше перетворитися на фільм «Пила: Гра на виживання». Після невдалих спроб поставити сценарій в Австралії у 2001-2002 роках, літературний агент Кен Грінблат запропонував їм поїхати до Лос-Анджелеса, де шанси знайти зацікавлену студію були вищі. Щоб підвищити вірогідність зацікавлення сценарієм, Воннелл виділив 5 000 австралійських доларів на зйомки короткометражного фільму, заснованого на сцені з металевою пасткою у вигляді щелепи, яка, на його думку, була найефектнішою. Джеймс Ван зняв короткометражку на 16-міліметрову камеру протягом двох днів і переніс відзнятий матеріал на DVD-диски, щоб відправити їх разом зі сценарієм (головну роль у короткометражці зіграв Воннелл).
На початку 2003 року у Лос-Анджелесі продюсер Ґреґґ Гоффман побачив короткометражку. Гоффман казав: "Приблизно через дві-три хвилини перегляду у мене щелепа впала на підлогу". Він показав короткометражку та сценарій своїм партнерам Марку Бургу та Орену Коулзу з Evolution Entertainment. Пізніше ця трійця заснувала компанію Twisted Pictures, яка спеціалізується на фільмах жахів. Продюсери прочитали сценарій тієї ж ночі, а через два дні запропонували Вану та Воннеллу творчий контроль та 25% від чистого прибутку. Незважаючи на те, що Ван і Воннелл отримували "кращі пропозиції" від таких студій, як DreamWorks і Gold Circle Films, вони не хотіли поступатися режисурою Вана і головною роллю Воннелла. «Пила: Гра на виживання» мав приголомшливий успіх у прокаті, зібравши 103,9 мільйони доларів США при виробничому бюджеті в 1,2 мільйони.
Також у 2003 році Воннелл зіграв епізодичну роль у фільмі «Матриця: Перезавантаження», і озвучив того ж персонажа у грі «Enter the Matrix».
Після успіху першої частини Воннелл виступив сценаристом і виконавчим продюсером «Пили 2» (2005) та «Пили 3» (2006). Пізніше написав сценарій до фільму «Мертва тиша» (2007) разом з Джеймсом Ваном, який також зрежисував фільм. У 2008 році Ван зняв 10-хвилинну короткометражку «Собачий рай» за їх спільним сценарієм, в якій Воннелл грає головну і єдину роль.
У 2010 році вийшов ще один фільм славнозвісного дуету Вана (виступив режисером) та Воннелла (виступив сценаристом і актором) — «Астрал», який започаткував нову горор-франшизу. Воннелл написав сценарій для продовжень: «Астрал: Частина 2» (2013), «Астрал: Частина 3» (2015), «Астрал: Останній ключ» (2018) і виступив авторм історії «Астралу: Червоні двері» (2023).
У 2015 році Лі Воннелл дебютував у якості режисера, знявши фільм «Астрал: Частина 3». Його наступними режисерськими роботами стали кіберпанк-бойовик «Апгрейд» (2018) та ремейк класичного фільму жахів Universal 1930-х «Людина-невидимка» (2020).
На хвилі успіху «Людини-невидимки» Universal запропунували Воннеллу зняти ремейк «Людини-вовка», ще одного класичного фільму жахів. У грудні 2023 Воннелл погодився зняти фільм, зйомки розпочалися 17 березня 2024 року. Прем'єра «Людини-вовка» запланована на 17 січня 2025 року.

## Фільмографія

### Режисер, сценарист, продюсер
| Рік  | Українська назва       | Оригінальна назва       | Режисер | Сценарист     | Виконавчий Продюсер | Примітка               |
| ---- | ---------------------- | ----------------------- | ------- | ------------- | ------------------- | ---------------------- |
| 2003 | Пила                   | Saw                     | Ні      | Так           | Так                 | Короткометражний фільм |
| 2004 | Пила: Гра на виживання | Saw                     | Ні      | Так           | Ні                  |                        |
| 2005 | Пила 2                 | Saw II                  | Ні      | Так           | Так                 |                        |
| 2006 | Пила 3                 | Saw III                 | Ні      | Так           | Так                 |                        |
| 2007 | Мертва тиша            | Dead Silence            | Ні      | Так           | Ні                  |                        |
| 2008 | Собачий рай            | Doggie Heaven           | Ні      | Так           | Ні                  | Короткометражний фільм |
| 2010 | Астрал                 | Insidious               | Ні      | Так           | Ні                  |                        |
| 2013 | Астрал: Частина 2      | Insidious: Chapter 2    | Ні      | Так           | Ні                  |                        |
| 2014 | Кутіс                  | Cooties                 | Ні      | Так           | Так                 |                        |
| 2014 | Мул                    | The Mule                | Ні      | Так           | Так                 |                        |
| 2015 | Астрал: Частина 3      | Insidious: Chapter 3    | Так     | Так           | Ні                  | Режисерський дебют     |
| 2018 | Астрал: Останній ключ  | Insidious: The Last Key | Ні      | Так           | Ні                  |                        |
| 2018 | Апгрейд                | Upgrade                 | Так     | Так           | Так                 |                        |
| 2020 | Людина-невидимка       | The Invisible Man       | Так     | Так           | Так                 |                        |
| 2023 | Астрал: Червоні двері  | Insidious: The Red Door | Ні      | Автор історії | Ні                  | Також продюсер         |
| 2025 | Людина-вовк            | Wolf Man                | Так     | Так           | Так                 |                        |

Лише виконавчий продюсер
- Пила 4 / Saw IV (2007)
- Пила 5 / Saw V (2008)
- Пила 6 / Saw VI (2009)
- Пила 3D / Saw 3D (2010)
- Пила 8 / Jigsawx (2017)
- Пила: Спіраль / Spiral (2021)
- Пила X / Saw X (2023)

### Актор
| Рік       |    | Українська назва          | Оригінальна назва       | Роль                     |
| --------- | -- | ------------------------- | ----------------------- | ------------------------ |
| 1996      | с  | Сусіди                    | Neighbours              | Стюарт Моган (2 епізоди) |
| 1999—2000 | с  |                           | Blue Heelers            | Джаред Райан (2 епізоди) |
| 2003      | кф | Пила                      | Saw                     | Девід                    |
| 2003      | ф  | Матриця: Перезавантаження | The Matrix Reloaded     | Аксель                   |
| 2003      | вг | Enter the Matrix          | Enter the Matrix        | Аксель (озвучення)       |
| 2003      | ф  | Пожирачі бритв            | Razor Eaters            | Нік Ді                   |
| 2004      | ф  | Пила: Гра на виживання    | Saw                     | Адам Стенгейт            |
| 2006      | ф  | Пила 3                    | Saw 3                   | Адам Стенгейт            |
| 2007      | ф  | Смертний вирок            | Death Sentence          | Спінк                    |
| 2008      | ф  | Вмираюча порода           | Dying Breed             | Метт                     |
| 2010      | ф  | Астрал                    | Insidious               | Спекс                    |
| 2010      | мф | Легенди нічної варти      | Legend of the Guardians | Джетт (озвучення)        |
| 2013      | ф  | Одержима                  | Crush                   | Девід                    |
| 2013      | ф  | Астрал: Частина 2         | Insidious: Chapter 2    | Спекс                    |
| 2014      | ф  | Кутіс                     | Cooties                 | Даг                      |
| 2014      | ф  | Мул                       | The Mule                | Гевін                    |
| 2015      | ф  | Астрал: Частина 3         | Insidious: Chapter 3    | Спекс                    |
| 2017      | ф  | Байбаймен                 | The Bye Bye Man         | Ларрі                    |
| 2017      | ф  | Злом                      | Keep Watching           | Метт Міллер              |
| 2018      | ф  | Астрал: Останній ключ     | Insidious: The Last Key | Спекс                    |
| 2018      | ф  | Аквамен                   | Aquaman                 | пілот                    |
| 2023      | ф  | Астрал: Червоні двері     | Insidious: The Red Door | Спекс                    |
| 2025      | ф  | Вовкулака                 | Wolf Man                | Ден Кіл (голос)          |